# هورنبرغ (شوارتسوالد)
هورنبرغ (بالألمانية: Hornberg) هي مدينة وبلدة ألمانية تقع في ألمانيا في Ortenaukreis. يقدر عدد سكانها بـ 4,376 نسمة .

## المدن التوأمة
مدينة بيستشويلير هي مدينة توأمة لـهورنبرغ (شوارتسوالد).